# Бровченко, Владимир Яковлевич
Владимир Яковлевич Бровченко (укр. Володи́мир Я́кович Бро́вченко; 1 июня 1931, Малая Виска — 20 августа 2013) — украинский и советский поэт, редактор, общественный деятель, автор текстов песен, инженер-механик. Заслуженный деятель искусств Украины (1996).

## Биография
После окончания Одесского технологического института, работал инженером-механиком на одном из предприятий Херсона.
Организатор и первый редактор херсонской областной молодежной газеты (ныне — «Новый день»), в которой работал до 1961 года.
В конце 1960-х — начале 1970-х годов работал в структурах ЦК КП Украины. С 1973 по 1979 годы — главный редактор литературного журнала «Днипро», в 1979—1991 годах — председатель Общества культурных связей с украинцами за рубежом.
Член президиумов и правлений Украинского фонда культуры, Украинского совета мира, Общества «Украина — мир».

## Творчество
Член Союза писателей Украины с 1958 года. Впервые выступил как поэт в 1951 в Маловисковской районной газете, где было опубликовано его первое стихотворение «Хлеб».
В. Я. Бровченко — автор более 30 книг: «Встречайте солнце» (1964), «Нерозстріляні зорі» (1966), «Перелоги» (1968), «На крыльях вечеров» (1971), «Думна гора» (1975), «Вечный жаворонок» (1977), «Тетрадь из-под камня» (1980), «Найдорожче» (1981), «Возвращение из лета» (1985), роман в стихах «Как Мамай в Канаду ездил» (1984), книга воспоминаний Вікнина (2005).
Поэт-песенник, издал несколько сборников песен «Верность» (1980) и др. Три сборника стихов поэта в переводе на русский были опубликованы в Москве. Стихи издавались на английском, немецком, румынском языках.

## Избранные произведения

### Сборники стихов
- «Шумлять жита»,
- «Скеля Любові»,
- «Сурми»,
- «Погода на завтра»,
- «Навперейми літам»,
- «Вогонь на обрії»,
- «Вибране»,
- «За тиждень до воскресіння»,
- «Страсний четвер»,
- «Свічка під вітром»,
- «Повернення Богородиці»,
- «Презентація з молитвою»,
- «Мала Виска. Степова книга»;

### Сборники песен
- «Материне поле»,
- «Голуби»,
- «Згадай мене».

В 1991 года фирма «Мелодия» выпустила пластинку-гигант с песнями на стихи В. Бровченко «Вспомни меня».

## Награды
- Орден «За заслуги» II степени (11 апреля 2012 года) — за весомый личный вклад в развитие отечественной культуры, сохранение культурно-художественного наследия украинского народа, многолетний добросовестный труд[2].
- Орден «За заслуги» III степени (21 августа 2001 года) — за значительный личный вклад в социально-экономическое и культурное развитие Украины, весомые трудовые достижения и по случаю 10-й годовщины независимости Украины[3].
- Орден Дружбы народов (24 июля 1991 года) — за большой личный вклад в укрепление дружбы и взаимопонимания между народами[4].
- Медаль «За трудовое отличие» (24 ноября 1960 года) — за выдающиеся заслуги в развитии советской литературы и искусства и в связи с декадой украинской литературы и искусства в гор. Москве[5].
- Заслуженный деятель искусств Украины (22 августа 1996 года) — за весомый личный вклад в приумножение национальных духовных достижений, высокий профессионализм и по случаю пятой годовщины независимости Украины[1].
- 1994 — международная премия им. В. Винниченко (за сборник стихов «Страстной четверг»).
- 2004 — республиканская премия имени Павла Тычины (зв сборник стихов «Презентация с молитвой»).